# ساموراي شوداون 5
ساموراي شوداون 5 (بالإنجليزية: Samurai Shodown V)‏، هي الجزء الخامس من سلسلة ألعاب القتال ساموراي شوداون، من تطوير ونشر إس إن كي. تم إصدارها لأول مرة على صالات الأركيد عام 2003، وتبعتها إصدارات منصات بلاي ستيشن 2 وإكس بوكس (جهاز) بسنوات، وهي بادئة لسابقاتها في السلسلة.

## تطوير ولعب
بعد انهيارها وتنشيطها في عام 2001، أعلنت شركة إس إن كي أنه سيكون من المفيد إنشاء لعبة أخرى في سلسلة Samurai Shodown التي لم تعد موجودة إلى حد كبير. كجزء من إعادة التنظيم، تم تسليم واجبات التطوير إلى شركة Yuki Enterprise غير المعروفة نسبيًا، والتي أنشأت بشكل أساسي ألعاب محاكاة وألعاب لوحية لسلسلة Simple 2000 من ألعاب بلاي ستيشن 2 في اليابان، ولم يكن لديها خبرة في تطوير ألعاب القتال. تسبب هذا الإعلان في انزعاج كبير بين محبي المسلسل.
```
وعلى الرغم من ذلك، تمكنت الشركة من الإثارة من خلال الإعلان عن تعيين 
نوبوهيرو واتسوكي
، مبتكر ومؤلف سلسلة المانجا والأنيمي 
روروني كينشين
، لتصميم بعض الشخصيات الجديدة، وتم الكشف عنها تدريجيًا عن طريق الصور الظلية على اللعبة.  الموقع الرسمي، ويعرض العمل الفني الرسمي ببطء.  أخيرًا، انتشرت الأخبار بأن اللعبة ستكون بمثابة مقدمة حقيقية لبقية السلسلة، والتي تجري أحداثها قبل عامين من Samurai Shodown.  أدى هذا إلى خلق مشكلات خاصة به مع الجدول الزمني للمسلسل.
```

```
تم تسريع طريقة اللعب قليلاً من 
ساموراي شوداون 4: أماكوساز ريفينج
، وتم تغيير تخطيط الزر مرة أخرى.
```

```
تم التخلص من نظام Slash/Bust في الألعاب القليلة الماضية، وأصبح لكل شخصية الآن إصدار واحد فقط، على الرغم من أنه في العديد من الحالات، تم استبدال وضع Bust بشخصية جديدة ذات إعداد مشابه جدًا.
```